# Linia kolejowa Elbląg – Elbląg Zdrój Przystanek
Linia kolejowa Elbląg – Elbląg Zdrój Przystanek – rozebrana normalnotorowa linia kolejowa łącząca stację Elbląg z przystankiem Elbląg Zdrój przez Elbląg Miasto.

## Historia
Linia została otwarta 7 września 1889 roku. Była jednotorowa o rozstawie szyn wynoszącym 1435 mm. Zawieszenie ruchu pasażerskiego i towarowego nastąpiło w 1958 roku, natomiast fizyczna likwidacja linii w 1982.